# 第14172号行政命令
第14172號行政命令《恢复纪念美国伟大的命名》（英語："Restoring Names That Honor American Greatness"），是美国第47任總統唐納·川普于2025年1月20日（即他第二次就职典礼当天）签署的一项行政命令。
该行政命令指示将北美洲最高峰恢复为“麦金利山”的名称，推翻了2015年使用其数百年历史的名称迪纳利山的决定，并将墨西哥湾更名为“美国湾”。该命令进一步概述了更新美国地名委员会的流程，提倡尊重美国历史人物，并包括与利益相关者协商的规定，强调在命名和更名地标时，对国家遗产和爱国主义的重要性。

## 背景
联邦地名委员会授权在美国联邦政府内对地理地名和外来地名进行标准化。在BGN内，外国名称委员会负责维护墨西哥湾等国际水域的名称。通常情况下，BGN不会执行地理重命名，而是识别现有名称以使联邦用法与当地用法保持一致，消除冒犯性名称或合并重复记录。
出版商已制定了有关有争议地名的选择和呈现的编辑政策。《国家地理地图》的既定政策是力求政治中立，对有争议的地方进行解释性注释。2008年，Google发布了针对Google地图和Google地球的“主要本地使用”政策，指出优先选择“日常广泛使用的名称，而不是立即认可任何任意的政府重新命名”，并以太平洋为例。实际上，Google地图省略了一些官方名称，例如菲律宾海洋区法指定的西菲律宾海。

### 迪纳利山与麦金利山
2015年8月，时任美国内政部长萨莉·朱厄尔宣布，北美洲最高峰麦金利山的名称恢复为迪纳利山。迪纳利山在科尤孔语中意为“高山”，数世纪以来一直被土著人民在所有联邦文件中使用。2015年9月第一周，时任美国总统贝拉克·奥巴马访问阿拉斯加时，宣布了该山峰的更名计划。奥巴马政府的提议遭到了来自俄亥俄州（前总统威廉·麦金莱的家乡）的全体美国国会代表团的批评。
2024年12月，当选总统唐纳德·特朗普表示，他计划在第二任期内将该山的正式名称恢复为麦金利山。特朗普的提议遭到了众多阿拉斯加知名人士的批评。次月初，阿拉斯加调查研究公司的一项民意调查发现，在1,816名成年阿拉斯加居民中，54%的人反对将迪纳利山改名为麦金利山，26%的人支持，20%的人对此事没有意见，误差幅度为2.3%。民意调查发现党派分歧，投票给特朗普的人以43%对37%的比例支持麦金利山，而投票给副总统卡玛拉·哈里斯的人以86%对7%的比例支持迪纳利山。

### 墨西哥湾与美国湾

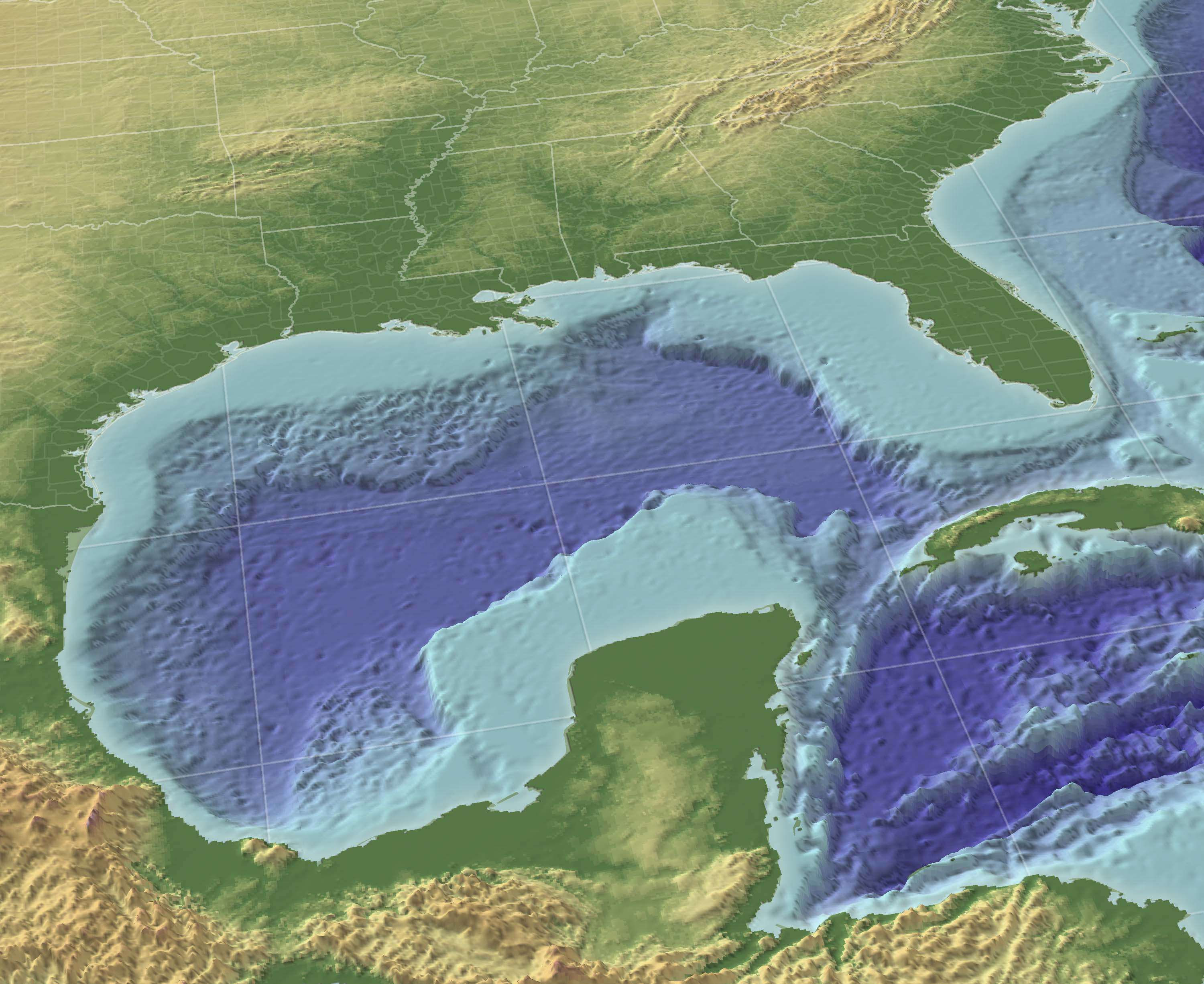
墨西哥湾3D地图

几个世纪以来，墨西哥湾一直以墨西加（Mexica，即纳瓦特尔语中对阿兹特克人的称谓）来命名。2025年1月初，当选总统唐纳德·特朗普公开宣布将墨西哥湾更名为“美国湾”。佐治亚州众议员玛乔丽·泰勒·格林对此作出回应，提出众议院第276号决议，重新命名该水域。
在19世纪和20世纪，美国湾是指俄罗斯远东地区的纳霍德卡湾，以纪念俄罗斯护卫舰美国号。2011年之前，美国地名委员会曾多次收到个人投诉，要求将墨西哥湾更名为美国湾。喜剧演员斯蒂芬·科拜尔在2010年曾使用过美国湾这一名称进行讽刺，密西西比州议员史蒂夫·霍兰德在2012年的讽刺法案中也曾使用过美国湾这一名称。

## 行政命令内容
根据该行政命令，美国联邦政府各机构负责人被要求审查并可能更换所任命的美国地名委员会成员。内政部长负责审查并作出额外任命以帮助执行该命令。特朗普于1月20日在就职当天任命了代理部长。委员会被指示在命名和更名决定中推进表彰“美国英雄”的政策。
该命令指示内政部长在30天内恢复“麦金利山”的名称，推翻2015年将其更名为“迪纳利山”的决定。周围的国家公园地区将保留迪纳利国家公园和保护区的名称。内政部长还将与阿拉斯加原住民团体和当地组织合作，确定其他纪念阿拉斯加历史和文化的地标名称。
该命令指示内政部长在30天内将墨西哥湾更名为“美国湾”，以体现其对美国经济和全球贸易的重要性。内政部长将更新地名信息系统，并确保所有联邦文件都更新新名称。
该命令亦鼓励内政部长就其他可获纪念的人物或地表寻求公众和政府间的意见。该命令亦明确表示，其不会改变任何行政部门或机构的权力，也不会产生新的法律权利。该行政令必须根据适用法律和拨款情况实施。

## 法律权力
该行政命令援引美国法典第43章第364条，规定地名委员会负责促进联邦政府内部地理命名的统一。前内政部长萨莉·朱厄尔曾下令将该山命名为迪纳利山，但该命令已被撤销。朱厄尔表示，她不认为特朗普有直接权力将这座山重新命名为麦金利峰，因为这属于BGN的权力范围。
墨西哥总统克劳迪娅·辛鲍姆认为，根据《联合国海洋法公约》的规定，美国政府只有合法权力重新命名墨西哥湾内距离海岸12海里（22；14英里）以内的美国领海。然而，尽管美国承认该公约的部分规定，但从未批准过该公约。
1989年与加拿大达成的双边协议要求美国联邦地名委员会与加拿大地名常设委员会（现为加拿大地名委员会）协调任何共享地理特征的名称；但是，与墨西哥的任何协议都不需要与该国的国家统计和地理研究所进行协调。联合国地名专家组通过了一项决议，当共享地理特征的国家之间发生争端时，联合国机构将接受争端各方使用的名称，这可能导致地图同时标出每个名称。

## 执行

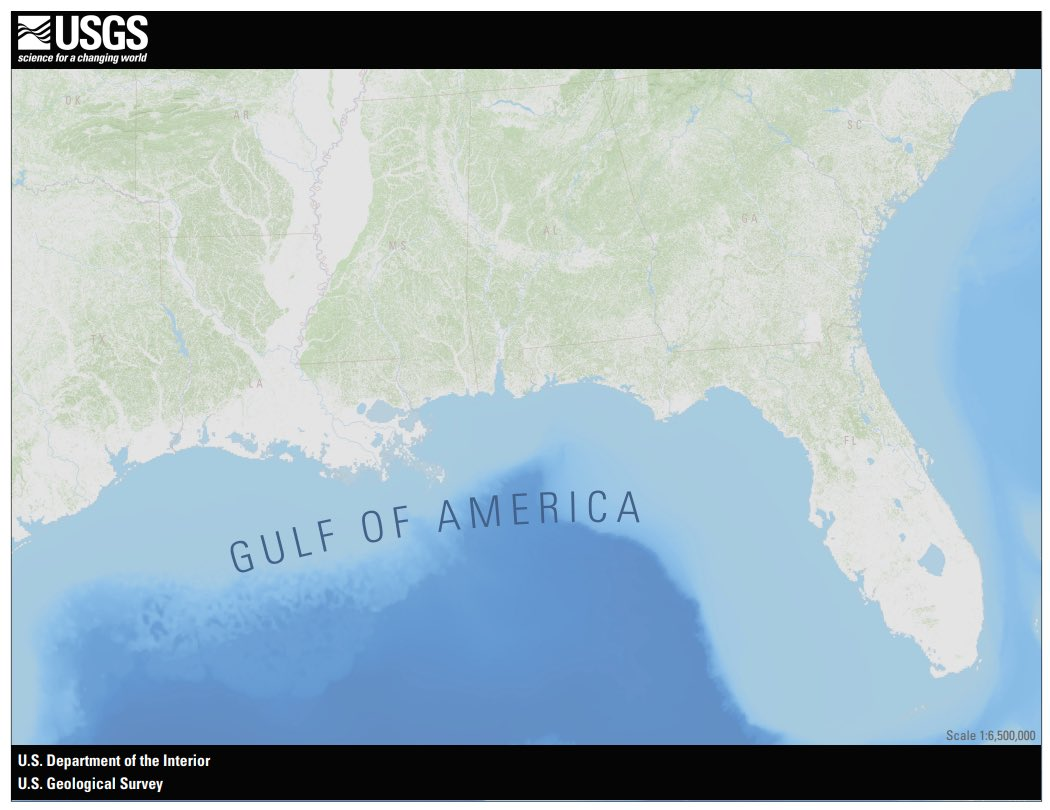
美国地质调查局于2025年2月发布的美国湾地图。

2025年1月24日，美国内政部宣布麦金利山和美国湾立即在联邦政府范围内生效，地名委员会正在努力更新地名信息系统以执行该命令。内政部长道格·伯古姆随后发布第3423号部长令，要求地理名称委员会于2025年2月10日更新系统以反映名称变更。在地名委员会内，外国名称委员会负责在GEOnet名称服务中维护墨西哥湾等国际水域的名称。GNS还进行了更新，将“美国湾”作为常规名称，而将“墨西哥湾”降为与西班牙语名称相同的变体名称。地名委员会还否决了数项将麦金利山恢复为迪纳利山的提议，因为推翻行政命令需要国会干预。
2025年2月9日，特朗普总统在乘坐空军一号从佛罗里达州棕榈滩飞越海湾前往新奥尔良参加第59届超级碗时签署公告，将这一天定为“美国湾日”。美国地质调查局安排对地名信息系统和国家地图进行更新，以配合该公告，更新时间追溯至1月20日。更新后，GNIS及其外来语对应系统GEOnet名称服务器均将“美洲湾”作为常规名称，而将“墨西哥湾”作为与西班牙语名称一起出现的变体名称。
最初，该命令对墨西哥湾的描述使制图者对墨西哥湾将在多大程度上被重新命名感到不确定。墨西哥总统克劳迪娅·辛鲍姆坚称，该命令仅指示内政部长重新命名美国大陆架的部分，重新命名墨西哥湾的合法权力仅限于美国领海。然而，伯格姆部长随后下令重新命名“现称为墨西哥湾的特征”，且GNIS和GNS中修改后的记录都明确地提到整个墨西哥湾，而没有区分领海或大陆架。
联邦政府各机构开始将其使用与GNIS保持一致。美国环境保护署将其水质项目之一墨西哥湾分部更名为美国湾分部。美国联邦航空管理局发布了一份制图通知，称该机构的数据库和航图将更新为“美国湾”和“麦金利山”。美国国会图书馆发布了一项提案，提议在国会图书馆主题词表中替换大量现有的“墨西哥湾”和“迪纳利”的引用，这两个词是图书馆学中使用的受控词汇。

## 反应

### 政府
墨西哥总统克劳迪娅·辛鲍姆表示，墨西哥和世界其他国家将继续使用墨西哥湾的名称。她此前曾嘲笑重新命名墨西哥湾的想法，并引用阿帕钦甘宪法，建议将北美洲改名为“墨西哥美洲”（América Mexicana）。在波兰，波兰共和国境外地理名称标准化委员会裁定，墨西哥湾的波兰语名称仍为（即“墨西哥湾”）。中华人民共和国外交部发言人郭嘉昆于2月12日举行的记者会上就美国官方使用“美国湾”一事时表示，“在国际关系中反对霸权霸道霸凌是中方一贯立场”。德国地名常设委员会发布指导意见，要求德语出版物应使用“麦金利山（迪纳利峰）（Mount McKinley (Denali)）”和“墨西哥湾（Golf von Mexiko）”的名称，并指出行政命令中指定的名称是出于政治动机。
阿拉斯加官员反对将迪纳利山改名为麦金利山。阿拉斯加州的两位美国参议员丽莎·穆尔科斯基和丹·沙利文对这一更名计划表示批评。2025年2月7日，阿拉斯加州议会通过一项联合决议，敦促联邦政府保留迪纳利山作为这座山的官方名称。阿拉斯加州参议院一致投票赞成该决议。2月13日，丽莎·穆尔科斯基和丹·沙利文共同发起立法，正式将麦金利山重新命名为迪纳利山。
其他数个共和党领导的州的官员也采取行动，使州名称的使用与行政命令保持一致。在阿拉巴马州，州众议员戴维·斯坦德里奇提出立法，要求所有州和地方政府机构（包括学校和公园）在出版物和通讯中采用“美国湾”一词，并逐步停止使用“墨西哥湾”一词。在阿肯色州，州众议员亚伦·皮尔金顿提出了一项类似的决议，但在委员会中被否决。佛罗里达州众议院的一项法案将州法律中出现的“墨西哥湾”一词全部替换为“美国湾”。爱荷华州众议院的一项法案要求学校在课堂教学和发给学生的所有讲义中使用“美国湾”和“麦金利山”。在德克萨斯州，州众议员布里斯科·凯恩提出了一项法案和联合决议，要求为州目的更改名称，这将需要对德克萨斯州宪法进行修正。路易斯安那州州长杰夫·兰德里宣布计划在州出版物中采用“美国湾”一词。2025年1月23日，俄克拉荷马州教育部长瑞安·沃尔特斯宣布已更新该州的历史教学标准，要求使用“墨西哥湾”和“麦金利山”，但目前尚不清楚哪些标准受到了影响。
在俄罗斯，该行政命令促使萨拉托夫州杜马代表丹尼斯·布拉诺夫在国内提议将黑海改名为“俄罗斯海”。伊利诺伊州州长、民主党人J·B·普里茨克发布了一段视频，戏仿该行政命令，声称要将密歇根湖改回伊利诺伊湖。

### 媒体业
2025年1月23日，美联社宣布其电讯报道将继续提及墨西哥湾，同时承认美国湾的存在，但将开始使用麦金利山代替迪纳利山。报道附带的地图和其他图暂时继续标注墨西哥湾。美联社格式手册还允许使用大写的「Gulf」和「Gulf Coast」。2025年2月11日，美联社称，因不配合改名的行政命令导致白宫感到不满，白宫已无限期禁止美联社记者进入椭圆形办公室及空军一号进行采访，以及阻止参加行政命令的签署仪式。美联社执行主编朱莉·佩斯、白宫记者协会和国家记者俱乐部分别表示，白宫的行为明显违反美国宪法第一修正案。2025年2月21日，美联社在美国哥伦比亚特区联邦地区法院以侵犯言论自由为由起诉白宫阻止其出席会议，并将副幕僚长泰勒·布多维奇、新闻秘书卡罗琳·莱维特和幕僚长苏西·威尔斯列为被告。该禁令以及其他与新闻界的冲突导致主流新闻机构呼吁团结和集体行动。2025年4月8日，美国联邦地区法官特雷弗·麦克法登裁定白宫必须在诉讼进行期间解除对美联社报道总统活动的限制，但将裁决推迟至4月13日，以便政府有时间提起上诉。
《大西洋月刊》、彭博新闻社、《洛杉矶时报》、《纽约客》、路透社和《华盛顿邮报》等媒体表示将继续使用原有名称。甘尼特旗下的《今日美国》地方报纸网络开始同时使用这两个名称来指代墨西哥湾。包括1819新闻、布賴特巴特新聞網、福克斯新闻和黄鹀新闻在内的保守派新闻媒体开始在未加说明的情况下提及美国湾。

### 科技业

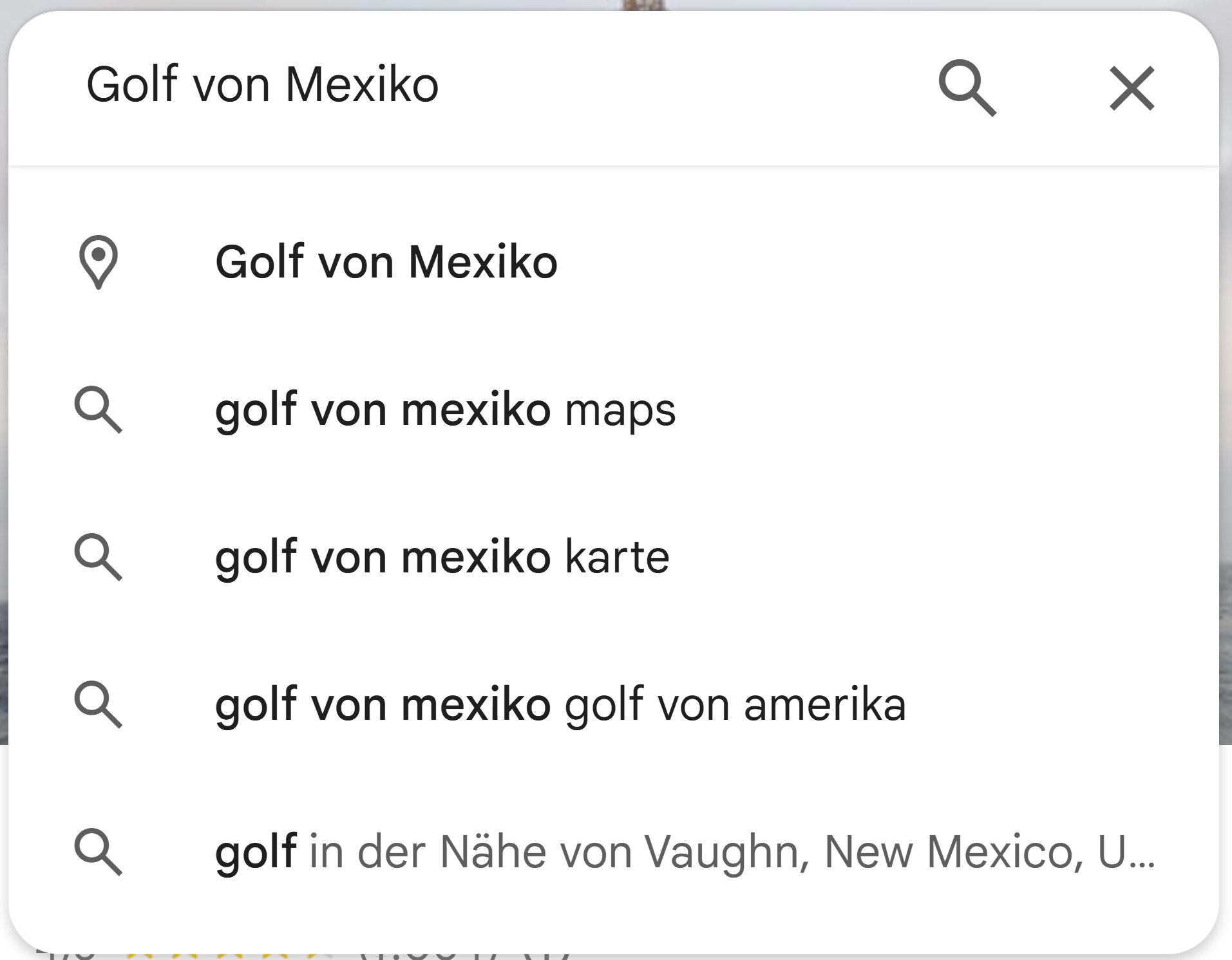
Google地图向美国和墨西哥以外的用户提供两个名称的翻译，例如对德国的德语使用者来说同时提供Golf von Mexiko和Golf von Amerika两个名称

一些主要的美国在线地图服务机构自愿重新标注海湾名称。Google将美国和墨西哥添加到了内部“敏感”国家名单中，与中华人民共和国、俄罗斯、以色列、沙特阿拉伯、伊拉克等国家并列为需要在地图上特别考虑的国家。2025年1月27日，该公司宣布，Google地图将在GNIS更新后立即开始显示麦金利山。根据用户所在的互联网连接位置，美国用户将显示“美国湾”，墨西哥用户将显示“墨西哥湾”，其他地方的用户则会同时显示两个名称。辛鲍姆总统要求Google重新考虑他们的决定，认为美国政府只能合法地重新命名墨西哥湾内的美国领海。Google于2025年2月10日完成GNIS更新后开始推出这一变化。
苹果公司的地图服务苹果地图和微软Bing旗下的Bing Maps也紧随其后，在全球范围内使用该名称。在苹果地图中，有关海湾的标签取决于用户选择的语言环境设置，而不是实际位置。Esri发布了一系列专为美国政府客户设计的新版ArcGIS底图，标有“麦金利山”和“美国湾”，并描绘了美国国务院承认的边界。新的底图将向位于美国或使用美国语言环境的ArcGIS Online访问者显示，而其他人将继续看到更中性的国际底图。
MapQuest没有在其主地图上重新命名海湾，而是在社交媒体上自嘲称其名称已经过时，另外发布了一款工具，允许用户个性化海湾的标签，并在社交媒体上分享最终的地图。Yandex表示，Yandex Maps将为其俄语用户保留海湾的传统名称。华为表示，Petal Maps将保留传统名称，以作为与Google地图的竞争优势。
墨西哥总统克劳迪娅·辛鲍姆反对谷歌重新标注墨西哥湾，并让外交部长胡安·拉蒙·德拉富恩特给谷歌发了一封信，威胁称如果谷歌不在地图上恢复墨西哥湾，她将提起民事诉讼，理由是他们的描述违反了国际法。她表示，联邦行政部门的法律顾问正在调查此事。反对更名的用户在App Store上对Google地图进行了大量评论轰炸，并在Google地图中的海湾地区相关信息点页面发布相关评论，导致Google禁用了对海湾地区的评论。约翰·格鲁伯认为，大型科技公司不可能忽视“美国湾”的名称，并将该标签比作中国用户在苹果地图上看到的因政府监管而错误放大的钓鱼岛，但他批评苹果和谷歌删除了“墨西哥湾”的提及，并且没有将这些变化限制在美国用户身上。2025年5月，辛鲍姆表示墨西哥政府已起诉Google公司，并暗示将作出有利的裁决。

### 出版业
在印刷出版商中，蘭德麥奈利表示将等待内政部进行法律和公众审查后再对其地图集进行任何调整。《大英百科全书》表示他们将保留墨西哥湾，并将美国湾作为替代名称，但将遵循地理名称委员会将迪纳利山改名为麦金利山的决定。日本地图和教科书出版商帝国书院表示，将在2025-2026学年出版的教科书保留墨西哥湾这一名称，之后将重新评估。2025年1月29日，伊朗地图出版商吉塔舍纳西（Gitashenasi）发布了一张波斯语版的美国地图，将海湾同时标注为“美国湾”和“墨西哥湾”。

### 旅游业
阿拉斯加州旅游组织发表声明反对将迪纳利山更名为麦金利山，并承诺继续将该山命名为迪纳利山。

## 文化影响
重新命名迪纳里山的命令象征着唐纳德·特朗普执政期间的报复性关税政策和美国扩张主义，而威廉·麦金莱在担任美国众议院议员和总统期间都是这两项政策的拥护者。
政治评论家大卫·弗鲁姆认为，特朗普总统重新命名墨西哥湾是为了展示美国的实力，而欧洲水手们则以目的地命名海洋，这种做法是衰落的标志。军事历史学家迈克尔·W·查尼认为，用源自欧洲的名称取代土著名称是殖民主义的一个例子，并将此举与中国在南海争端问题上采取的单方面行动进行了比较。《如何用地图说谎》一书的作者马克·蒙莫尼尔批评了Google决定默许他所说的特朗普总统的欺凌行为。

## 民意调查
自行政命令发布以来进行的民意调查显示，重新命名墨西哥湾是特朗普第二届政府最不受欢迎的行政行动之一。
| 民意调查日期   | 主办方              | 样本量   | 误差范围 | 总数 | 总数 | 总数   | 民主党 | 无党籍 | 共和党 |
| 民意调查日期   | 主办方              | 样本量   | 误差范围 | 支持 | 反对 | 不确定 | 支持   | 支持   | 支持   |
| -------------- | ------------------- | -------- | -------- | ---- | ---- | ------ | ------ | ------ | ------ |
| 1月21日-23日   | AtlasIntel          | 1,882 A  | ± 2%     | 32%  | 52%  | 16%    | 不適用 | 不適用 | 不適用 |
| 1月22日-24日   | Echelon Insights    | 1,024 LV | ± 3.5%   | 26%  | 59%  | 15%    | 不適用 | 不適用 | 不適用 |
| 1月24日-26日   | 路透社/益普索       | 1,034 A  | ± 4%     | 25%  | 70%  | 5%     | 不適用 | 不適用 | 不適用 |
| 1月27日-2月5日 | 马凯特大学法学院    | 1,018 A  | ± 3.5%   | 29%  | 71%  | 不適用 | 4%     | 16%    | 57%    |
| 2月2日-4日     | 《经济学人》/YouGov | 1,604 A  | ± 3%     | 29%  | 54%  | 18%    | 10%    | 不適用 | 54%    |
| 2月4日-5日     | Cygnal              | 1,500 A  | ± 2.51%  | 20%  | 53%  | 6%     | 8%     | 18%    | 52%    |
| 2月16日-18日   | 《经济学人》/YouGov | 1,603 A  | ± 3.3%   | 30%  | 52%  | 19%    | 12%    | 21%    | 55%    |

| 民意调查日期 | 州份         | 主办方           | 样本量  | 误差范围 | 总数  | 总数  | 总数   |
| 民意调查日期 | 州份         | 主办方           | 样本量  | 误差范围 | 支持  | 反对  | 不确定 |
| ------------ | ------------ | ---------------- | ------- | -------- | ----- | ----- | ------ |
| 1月27日-30日 | 纽约州       | 锡耶纳学院研究所 | 803 RV  | ± 4.2%   | 20%   | 60%   | 不適用 |
| 2月5日-14日  | 佛罗里达州   | 北佛罗里达大学   | 871 RV  | ± 3.7%   | 31%   | 58%   | 11%    |
| 2月13日-17日 | 新罕布什尔州 | 新罕布什尔大学   | 1,444 A | ± 2.6%   | 26%   | 54%   | 19%    |
| 2月13日-17日 | 缅因州       | 新罕布什尔大学   | 855 A   | ± 3.4%   | 20%   | 54%   | 25%    |
| 2月13日-17日 | 佛蒙特州     | 新罕布什尔大学   | 941 A   | ± 3.2%   | 18%   | 67%   | 15%    |
| 2月15日-17日 | 伊利诺伊州   | M3 Strategies    | 750 RV  | ± 3.58%  | 30.1% | 57.3% | 27.2%  |

1. ↑  图例：  - A –  所有成年人
  - RV –  已登记选民
  - LV –  可能的选民
  - V –  不确定
2. ↑  图例：  -   多数支持
  -   少数支持
  -   平局
  -   少数反对
  -   多数反对

另据阿拉斯加公共媒体的一项在线民意调查发现，在600名受访者中，约95%的人更偏好“迪纳利山”的名称，而不是麦金利山。